# Iglesia de los dominicos de Colmar

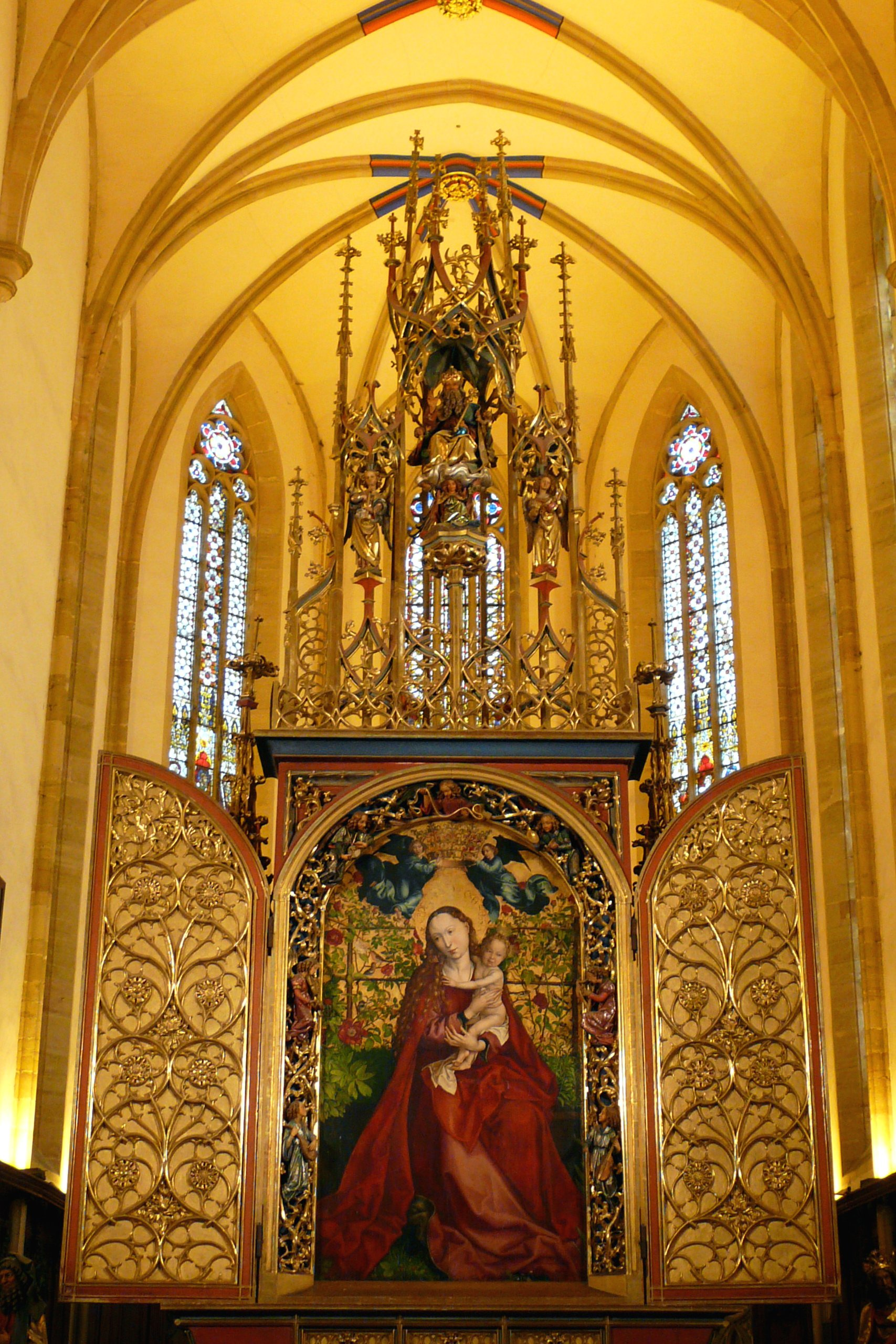
La Virgen de las rosas, de Martin Schongauer en el interior de la Iglesia de los dominicos de Colmar.

La iglesia de los dominicos en la ciudad francesa de Colmar (en francés, Église des Dominicains) fue construida en los años 1289-1364. Actualmente se encuentra desafectada como iglesia. Destaca por mostrar la obra maestra de Martin Schongauer, La Virgen de las rosas, así como vidrieras del siglo XIV y los bancos del coro de época barroca. La Virgen de las rosas es un retablo sobre tabla que data del año 1473. Llegó a esta iglesia de los dominicos de Colmar después de haber sido sustraída de la Collégiale Saint-Martin de la misma localidad de Colmar.